# Абдулай Джума Ба
Абдулай Джума Ба (на английски: Abdulai Juma Bah; роден на 11 април 2006 г.) е сиералеонски футболист, който играе за френския „Ница“ под наем от английския „Манчестър Сити“.

## Международна кариера
На 28 май 2024 г. е привикан да играе за националния отбор по футбол на Сиера Лионе на квалификациите за Световното първенство по футбол 2026.